# 蘇施黃
蘇施黃（英語：Suzie Wong，1955年2月17日—），原名劉高琮，暱稱阿蘇，是香港電台節目主持、電視節目主持人、飲食節目主持人。

## 生平
蘇施黃早年於香港島跑馬地鳳輝臺居住，寓所大樓與養和醫院的護士宿舍「龍潛台」相連。她有二兄三姊，在六兄弟姊妹中排行最小。其兄為保華建業集團副主席劉高原，父親為深水埗的鞋舖商人。而母親則為李陞大坑學校的前校長。蘇施黃畢業於聖士提反女子中學附屬幼稚園、聖士提反女子中學附屬小學及聖士提反女子中學（1967年入讀中一），與唐書琛是同學。在校時是校內籃球兼排球校隊成員和女童軍領袖。她在1972年香港中學會考中取得三分成績，不足以回原校升學。適逢1972年旭龢道發生山泥傾瀉以致她的同學罹難，蘇施黃獲校方給予原先屬於該名同學的學位重讀中五年級。最後在1973年香港中學會考中取得五科及格成績。其後前往加拿大阿伯特省升讀高中及大學課程。1978年取得阿伯特大學心理學系榮譽學士。
蘇施黃大學本科畢業後，有意修讀法醫學碩士，並想成為一位調解員。但由於有關學科需要學生具備當警察的經驗，促使她計劃回港投考警察。不久在一次聚舊中由其早一屆畢業的舊同學俞琤在1978年引薦加入商業電台主持節目。開始的頭三個月，她只播歌，沒有介紹音樂。但湯正川寫「紙仔」給她幫助、教導她如何介紹歌曲。入職6個月後，開始與劉德華合作做清談節目。隨後蘇施黃先後於通利琴行及Bang & Olufsen從事市場推廣工作，於週末回商台兼任節目主持。另外，她亦曾於明報及星島新聞集團從事行政工作，其後因為與俞琤共事時出現不和並再次離職。1987年，她透過B&O的舊同事介紹之下轉職保險業，於安盛擔任保險顧問。直至1999年重返廣播界，在商業一台再主持節目，也替電視台、雜誌等媒體工作。返回廣播界前，她因好逸待勞，不認真工作，致便她被保險公司解僱，且要她背負四十多萬元的債務。
在2005年，蘇施黃在香港有線電視娛樂台主持《活得很滋味》（重播時稱為：一粒鐘真人蘇、阿蘇煮食60分鐘）節目，與助手Moon教觀眾在一小時內煮一餐。同年10月由於患上乳癌，需要接受割除手術及休養。他息了一個多月後復出主持電台節目及《活得很滋味》電視節目。2006年，她在有線娛樂台主持《一粒鐘真人蘇》（重播時亦稱為：120分鐘真人蘇），以尖酸刻薄和挖苦譏諷的形式品評各食肆作為節目賣點。2008年8月3日在商業電台雷霆881主持最後一輯《煮嘢蘇》節目後，她決定再次暫別商業一台，向其他方面發展。同年9月22日，無線電視翡翠台播放由蘇施黃自家製作的《蘇GOOD》，在節目中教烹飪方法和技巧。她因在節目中挖苦及譏笑學徒和助手的方式不當而備受爭議。其後，蘇施黃於2012年7月2日重返廣播界，在商業一台再主持節目《大玩派》。
在2013年5月，蘇施黃指她的好朋友兼內地某集團的老闆借用了她的名字和註冊商標「蘇Good」在廣州開設「阿蘇飯堂」，又以她的巨型照片作招徠。而近年蘇施黃也在雜誌撰寫煮食專欄，亦曾為百佳超級市場及中華煤氣明火煮食拍攝廣告。當商業一台節目《大玩派》於2019年12月31日播出最後一集後，蘇施黃離開商業電台。
2022年10月，蘇施黃在YouTube片段中表示再次患癌，確診患上大腸癌第三期，經過進行手術及四次化療後已康復。

## 個人生活
蘇施黃中性化的衣著打扮和沒有與異性結婚的形象，與俞琤相當類近，一直被外界認定為同性戀者；直到在2009年的志雲飯局訪問中，她被問及相關問題的時候，她承認自己是一名同性戀者。往後在2010年10月接受明報週刊訪問時，承認紅顏知己金燕玲的身份。此外，蘇施黃是一名基督徒及害怕小孩及貓。

## 爭議
蘇施黃的主持風格和其飲食節目存有爭議。2006年，蘇施黃在有線娛樂台主持飲食節目《一粒鐘真人蘇》時當眾在食肆內破口大罵，又曾在節目內講變性手術太露骨，被市民投訴，最後被廣管局強烈勸喻作警告。而在《蘇GOOD》，自節目播出以來廣管局不時接獲市民的投訴，投訴內容大多指控主持人阿蘇在節目內以粗俗字眼責罵別人，製造噪音，挖苦別人；投訴亦指責蘇施黃對食肆的評價不中肯，有收受利益之疑；甚至在節目內她將雪糕扔落雪糕車處發洩，以及她不斷灑鹽落海中，也被指教壞小孩子。
2012年，她接受傳媒專訪時，公開批評馬來西亞的食物很難吃。馬來西亞被譽為「美食之國」，因此她此舉引起許多人不滿，在互聯網被網友炮轟。其後她受訪時向馬來西亞公民道歉，並表明之前所說的食物很難吃只是沒吃到好吃的食物，在嘗試了好吃的馬來西亞食物後說很好吃。
2014年4月11日，她在電台和自己面書專頁發表一篇名為《【請廣傳】cheap精香港禮頓道Crown Hotel!!!》的文章連單據照片，指她在2014年4月10日在銅鑼灣禮頓道的Crown Hotel（即香港銅鑼灣皇冠假日酒店）叫三杯要濃一點English tea，每杯兩個茶包。侍應回覆:「要兩個茶包都收兩杯的錢。」，她答:「你敢收就得嘞！」，最後Crown Hotel收取6杯English tea費用。蘇施黃以「cheap精惡行」形容Crown Hotel收取6杯English tea費用，並表示「茶包一個值幾多錢呢，三個茶包就立即可以損害Crown Hotel的聲譽」。但是大部分網民普遍認為蘇施黃企圖以自身名氣索取利益，並於無法取得利益後再進行誹謗（惡意中傷）等「cheap精」惡行，更反引用其語句「茶包一個值幾多錢呢，三個茶包就立即可以損害蘇施黃的聲譽。」
2016年8月15日，蘇施黃在其主持的商業電台節目《大玩派》中，大肆批評香港單車隊戰衣設計參差，更將「香港乒乓球一哥」黃鎮廷稱作「瞀里」。事件引發香港市民強烈不滿且要求公開道歉，但她拒絕，並反駁習慣把人（包括自己）稱為「瞀里」。而黃鎮廷、香港單車代表梁峻榮及前專業劍擊代表李忠民均表示運動員應受尊重。

## 曾主持節目/專輯
專輯：
- 《六啤半》：13人唱片騎師組合六啤半其中一名成員。在六啤半大碟中，她沒有主唱的歌曲。

節目：
- 《著燈．開飯．睇電視》（1981，麗的電視）
- 《十彩新地》
- 《彳亍擂台》（香港電台）
- 《怒人甲乙丙》
- 《So What》
- 《一粒鐘真人蘇》：教授煮食秘訣，評選各食肆。
- 《友誼萬歲》
- 《是他也是你和我》
- 《我愛煮嘢SO》
- 《煮嘢蘇》
- 《蘇GOOD》：以介紹自己煮食秘訣為賣點。
- 《京都蘇 GOOD》：阿蘇遠赴京都為觀眾介紹日本美食。
- 《阿蘇出駕》：阿蘇為觀眾介紹香港本地美食。[27]
- 《大玩派》
- 《厲害了！蘇哥兒》（ViuTV）

## 獎項
- 2008年：萬千星輝頒獎典禮 最佳節目主持 - 蘇GOOD

## 外部連結
- 蘇施黃的新浪微博
- 加拿大新時代電視節目《螢幕八爪娛》訪問蘇施黃
- YouTube上的教煮蘇 ThisisSogood頻道